# シドマイヤーズ シヴィライゼーションVII
『シドマイヤーズ シヴィライゼーション VII』は、2K Gamesより2025年2月11日に発売されたゲームソフト。『シヴィライゼーション』シリーズの一作。
本作ではPCに加えて、各種コンシューマプラットフォーム（Nintendo Switch・PlayStation 5・PlayStation 4・Xbox Series X/S・Xbox One）向けに展開される。

## システム
本作ではワンプレイが「古代」「探検の時代」「近代」の3つに大きく分かれ、各時代にはゲームを有利に進めるための目標「レガシーパス」（軍事・科学・文化・経済）が設定されており、「近代」では「レガシーパス」のうちのいずれかを最終段階まで達成させることが最終的な勝利条件として設定されている。また、従来は文明と指導者がセットなっており、最後まで変更できなかったのに対し、本作では最初から自由に文明と指導者を組み合わせられるようになったほか、時代の区切りで文明を変更することもできる。ただし、ゲームに登場する文明の一部はアンロック方式となっている。

## 開発
本作の開発チームは、前作『シヴィライゼーションVI』（以下：『Civ6』）の開発中に発足し、少人数で開発がすすめられた。
本作は、選択肢をとにかく多くするというコンセプトの元開発された。文明と指導者を別々に選べるというシステムを採用したきっかけは、『Civ6』にて、フビライ・ハンが中国とモンゴルどちらの指導者としても選択可能な点がプレイヤーの間で評判となったことである。毎回リーダーを変更してしまうと混乱する恐れがあったため、リーダーの数を文明より少なくする方針が取られたことも、このシステムを導入した理由の一つだった。